# درخت زیتون سعد
درخت زیتون سعد یا زیتونة سعد فیلمی نمادگرا با بازیگری رانا شمیس بازیگر مطرح سینمای سوریه نام فیلم مستند به کارگردانی احمد زائری است.  این فیلم که به تبعات جنگ در زندگی کودکان و مسائل مربوط به صلح می پردازد توانست در جشنواره های مختلف ایرانی و غیر ایرانی از جمله در نیوجرسی آمریکا به نمایش گذاشته شود.   

## ماجرای فیلم
این فیلم روایتی از پسربچه‌ای به‌نام «سعد» است که در جریان حمله تروریستی داعش به سوریه و توسط خمپاره‌های آنان بینایی خود را از دست می‌دهد. او و دوستانش زمانی که در زمین فوتبال مشغول بازی بودند، مورد حمله خمپاره‌ای داعش قرار گرفته و سعد چشمانش را از دست می‌دهد. پس از این واقعه، او خودش را در خانه زندانی می‌کند، دیگر به مدرسه نمی‌رود و خبری هم از فوتبال بازی کردن و سرکشی به درخت زیتون مورد علاقه‌اش نیست.   

## نقد و بررسی‌ها
در این فیلم تلاش شده از زبان استعاره بهره گرفته شود. برای مثال نام فیلم و نام شخصیت پسربچه نیز استعاره و نماد است. سعد در زبان عربی به معنای خوشبختی و سعادت است و درخت زیتون نیز نماد صلح و دوستی است و نمادی از اینکه ریشه این پسر بچه در خاک کشور خودش است. 

### جوایز
این فیلم، در جشنواره فیلم‌های «صلح آسیا» در پاکستان حضور پیدا کرد و نامزد بهترین فیلمنامه شد. «درخت زیتون سعد» هم‌چنین برنده بهترین صداگذاری، بهترین بازیگر نقش جوان (عبدالرحیم الحلبی) و بهترین فیلم از نظر مخاطبان در جشنواره As iFF (All Shorts Irvington Film Festival) در آمریکا شد.
این فیلم چندی پیش نیز به‌عنوان بهترین فیلم از نگاه مخاطبان در جشنواره فیلم نیویورک شناخته شد و همچنین توانست جایزه بهترین فیلم از جشنواره «ارلز کورت» لندن را از آن خود کند.  
بهترین فیلم سال جشنواره ارلس کورت لندن و بهترین فیلمنامه و کارگردانی جشنواره کینو منچستر انگلستان.
بهترین فیلم از نگاه مخاطبان و بهترین فیلمنامه از جشنواره ارویگتون نیویورک.
کاندید دریافت جایزه بهترین فیلم کوتاه داستانی از جشنواره فیلم های کودکان تایوان ۲۰۱۸ را کسب کرده است. 